# 20. únor
20. únor je 51. den roku podle gregoriánského kalendáře. Do konce roku zbývá 314 dní (315 v přestupném roce). Svátek má Oldřich.

## Události

### Česko
- 1570 – Císař Maxmilián II. Habsburský vydal mandát, v němž nařizoval, aby se v Praze prodávalo maso, ryby a chleba na váhu a na libry s pevně stanovenými cenami. Nový pořádek se vůbec neosvědčil a po třech týdnech bylo nařízení opět zrušeno.
- 1811 – Císař František I. podepsal finanční patent, kterým snížil cenu papírových peněz o čtyři pětiny nominální hodnoty. Šlo vlastně o velkou měnovou reformu.
- 1948 – Nekomunističtí ministři československé vlády podali demisi (viz Únor 1948).
- 1952 – Praga – Automobilové závody Klementa Gottwalda vyrobily první funkční vzorek vojenského třítunového speciálního automobilu Praga V3S.
- 1985 – Z observatoře na Kleti objevil Antonín Mrkos planetku Purkyně.

### Svět
- 1547 – Eduard VI. byl ve Westminsterském opatství korunován králem Anglie a Irska.
- 1919 – V Polsku byla přijata tzv. Malá ústava, platící do roku 1921.
- 1962 – John Glenn se stal prvním Američanem, který obletěl zeměkouli.
- 2014 – Během protestů Euromajdan na Ukrajině bylo zabito na 100 protestujících, většina z nich zastřelena ostřelovači
- 2017 – Soukromá vesmírná raketa Falcon 9 společnosti SpaceX dopravila na oběžnou dráhu nákladní loď Dragon se zásobami pro Mezinárodní vesmírnou stanici (ISS) a první stupeň rakety přistál na letecké základně Cape Canaveral.

## Narození
Automatický abecedně řazený seznam viz Kategorie:Narození 20. února

### Česko

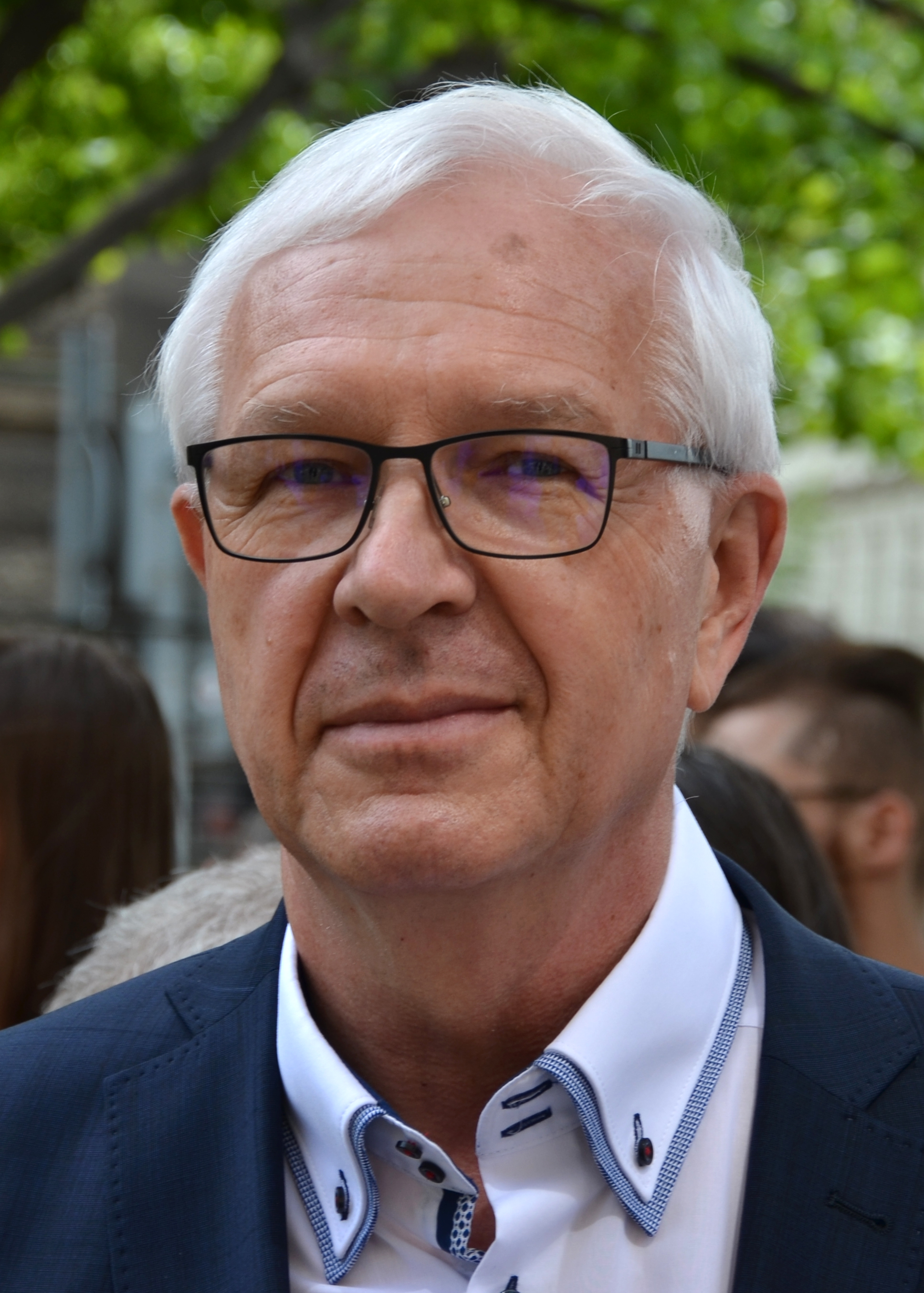
Jiří Drahoš (* 1949)

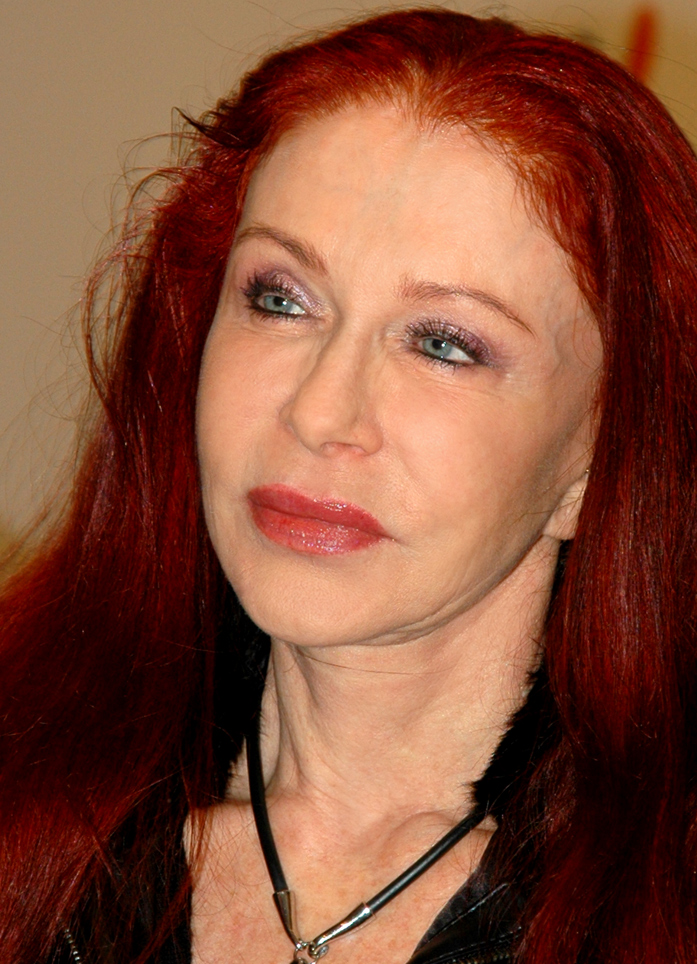
Blanka Matragi (* 1953)

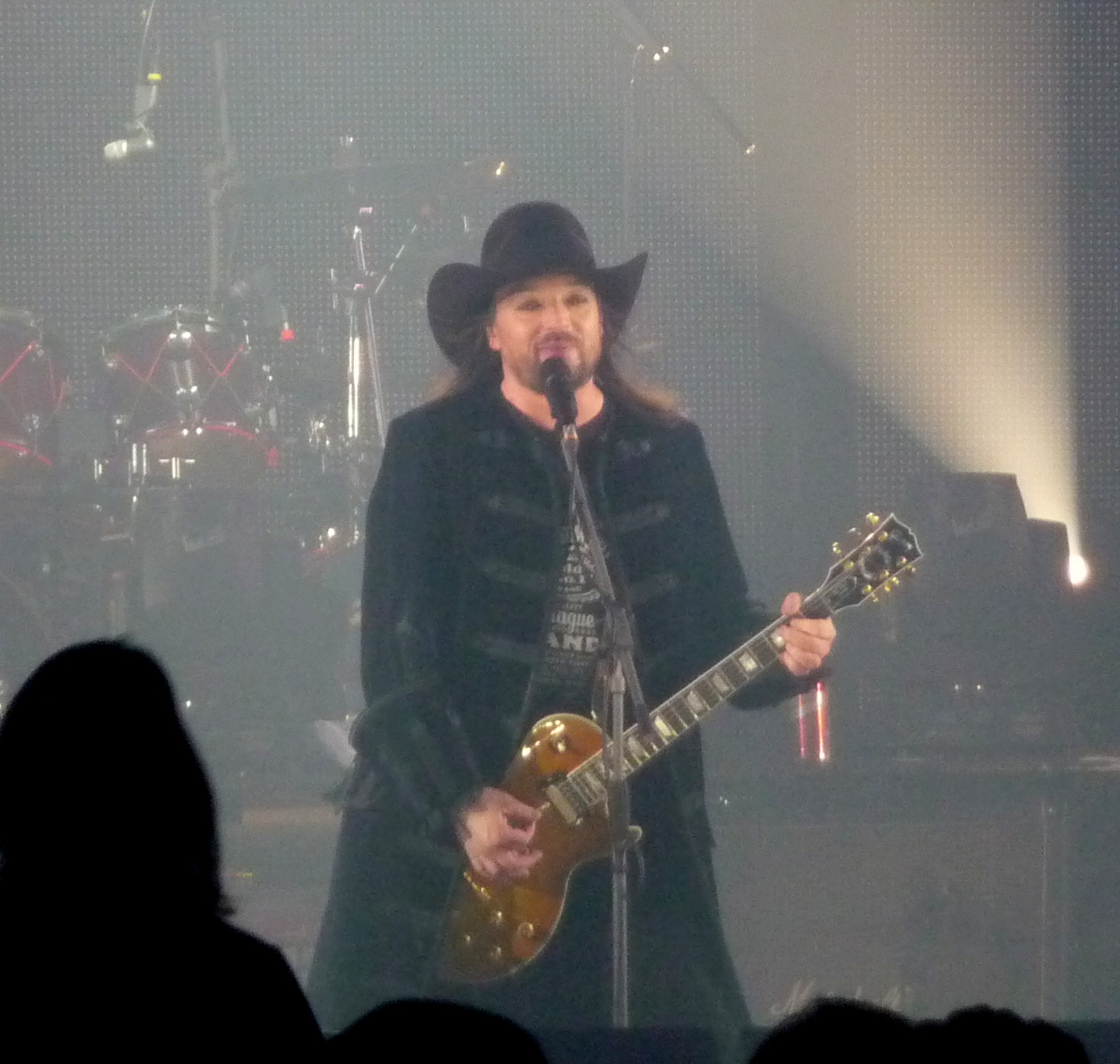
Robert Kodym (* 1967)

- 1523 – Jan Blahoslav, spisovatel († 24. listopadu 1571)
- 1763 – Vojtěch Jírovec, hudební skladatel († 19. března 1850)
- 1771 – Jan Nepomuk Augustin Vitásek, skladatel a hudebník († 7. listopadu 1839)
- 1806 – Emanuel Dubský z Třebomyslic, († 19. září 1881)
- 1812 – Robert Anton Pöpl, františkánský kněz a altruista († 14. prosince 1866)
- 1814 – Adolf Tachezy, politik německé národnosti, starosta Chebu († 25. března 1892)
- 1824 – Wenzel Hecke, poslanec Českého zemského sněmu a Říšské rady († 27. dubna 1900)
- 1829 – Antonín Lenz, katolický teolog († 2. října 1901)
- 1836 – Edmund Kaizl, poslanec Českého zemského sněmu a Říšské rady († 14. dubna 1900)
- 1844 – Antonín Kotěra, pedagog, zakladatel obchodní školy v Plzni († 2. srpna 1909)
- 1860 – Matyáš Lerch, matematik († 3. srpna 1922)
- 1861 – Josef Čermák, právník († 25. září 1895)
- 1865 – František Reyl, katolický kněz, sociolog a politik († 16. prosince 1935)
- 1869 – Rudolf Jedlička, lékař a mecenáš († 26. října 1926)
- 1885 – Zdenka Baldová, herečka († 26. září 1958)
- 1886 – Josef Bělka, český fotbalista, útočník a fotbalový trenér († 14. března 1944)
- 1901 – Jan Evangelista Urban, teolog († 7. ledna 1991)
- 1902
  - Vladimír Gamza, divadelní režisér a herec († 7. ledna 1929)
  - Luděk Pacák, spisovatel a hudební skladatel († 19. března 1976)
- 1903 – Karel Janeček, hudební teoretik, skladatel, pedagog († 4. ledna 1974)
- 1904 – František Filip, "Bezruký Frantík", tělesně postižený spisovatel († 19. února 1957)
- 1911 – Adolf Turek, historik, archivář a politik († 20. března 1998)
- 1912 – Irma Schramková, československá sportovní plavkyně († ?)
- 1922 – Miroslav Pelikán, hudební skladatel a pedagog († 19. května 2006)
- 1923 – Vladimír Venglár, československý fotbalový reprezentant († 5. července 1977)
- 1928
  - Jiří Cejpek, informační vědec a knihovník († 26. prosince 2005)
  - Jiří Musil, sociolog († 16. září 2012)
  - Zora Wolfová, překladatelka († 29. listopadu 2012)
- 1930 – František Zyka mladší, mistr houslař († 6. června 1988)
- 1933 – Bronislav Malý, tvůrce písma, typograf a pedagog († 2009)
- 1936
  - Jiří Gůra, fotbalista a fotbalový trenér († 21. září 2016)
  - Miloslava Knappová, jazykovědkyně
- 1939 – Milan Mráz, filozof, historik filosofie a překladatel
- 1942 – Jiří Sopko, malíř, grafik a sochař
- 1943 – Slávka Poberová, prozaička, redaktorka, překladatelka
- 1944
  - Jaroslav Němeček, ilustrátor, autor komiksu Čtyřlístek
  - Petr Rajlich, geolog a popularizátor vědy
- 1946 – Radka Fidlerová, divadelní a filmová herečka
- 1949
  - Jiří Drahoš, fyzikální chemik, předseda Akademie věd České republiky
  - Ivana Trumpová, lyžařka, modelka a podnikatelka, bývalá manželka amerického prezidenta Donalda Trumpa († 14. července 2022)
- 1953 – Blanka Matragi, módní návrhářka a designérka
- 1958 – Karel Srp mladší, kurátor a znalec výtvarného umění
- 1963 – Roman Kocfelda, fotbalista
- 1965 – Martina Menšíková, herečka a moderátorka, dcera herce Vladimíra Menšíka
- 1967 – Robert Kodym, rockový zpěvák, skladatel, textař a kytarista
- 1970
  - Hana Ševčíková, herečka
  - Eva Melicharová, tenistka
- 1984 – Petr Letocha, politik
- 1987 – Martin Hanzal, hokejista
- 1988 – Jakub Holuša, atlet, běžec na středních tratích

### Svět

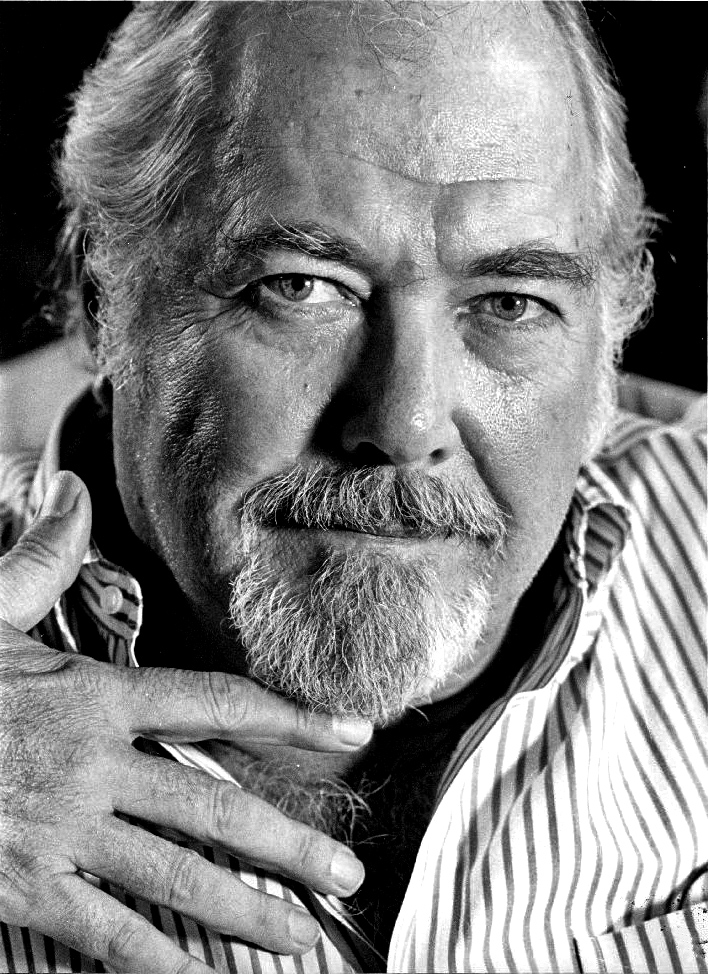
Robert Altman (* 1925)

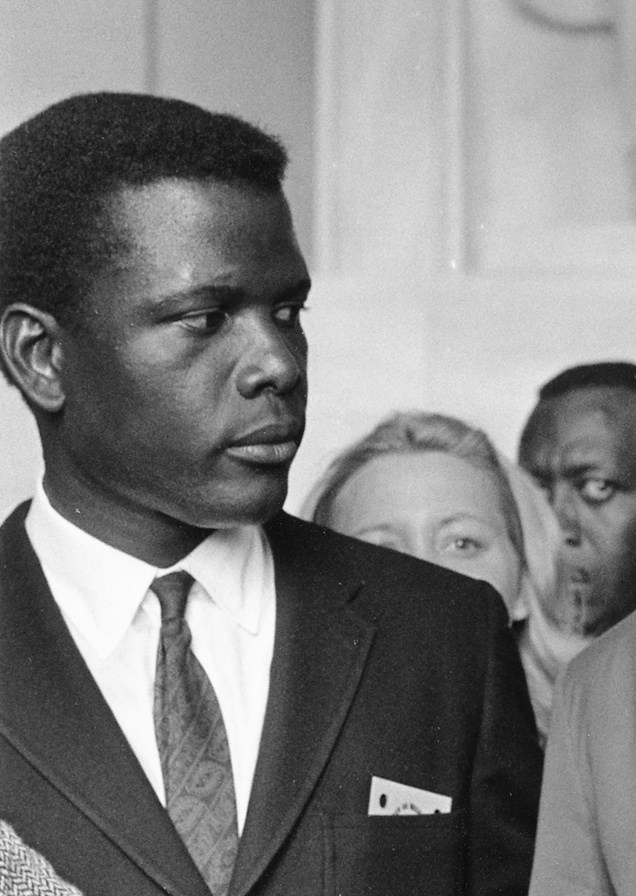
Sidney Poitier (* 1927)

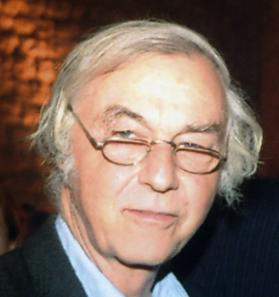
Robert Huber (* 1937)

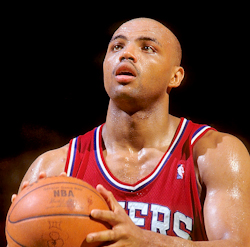
Charles Barkley (* 1963)

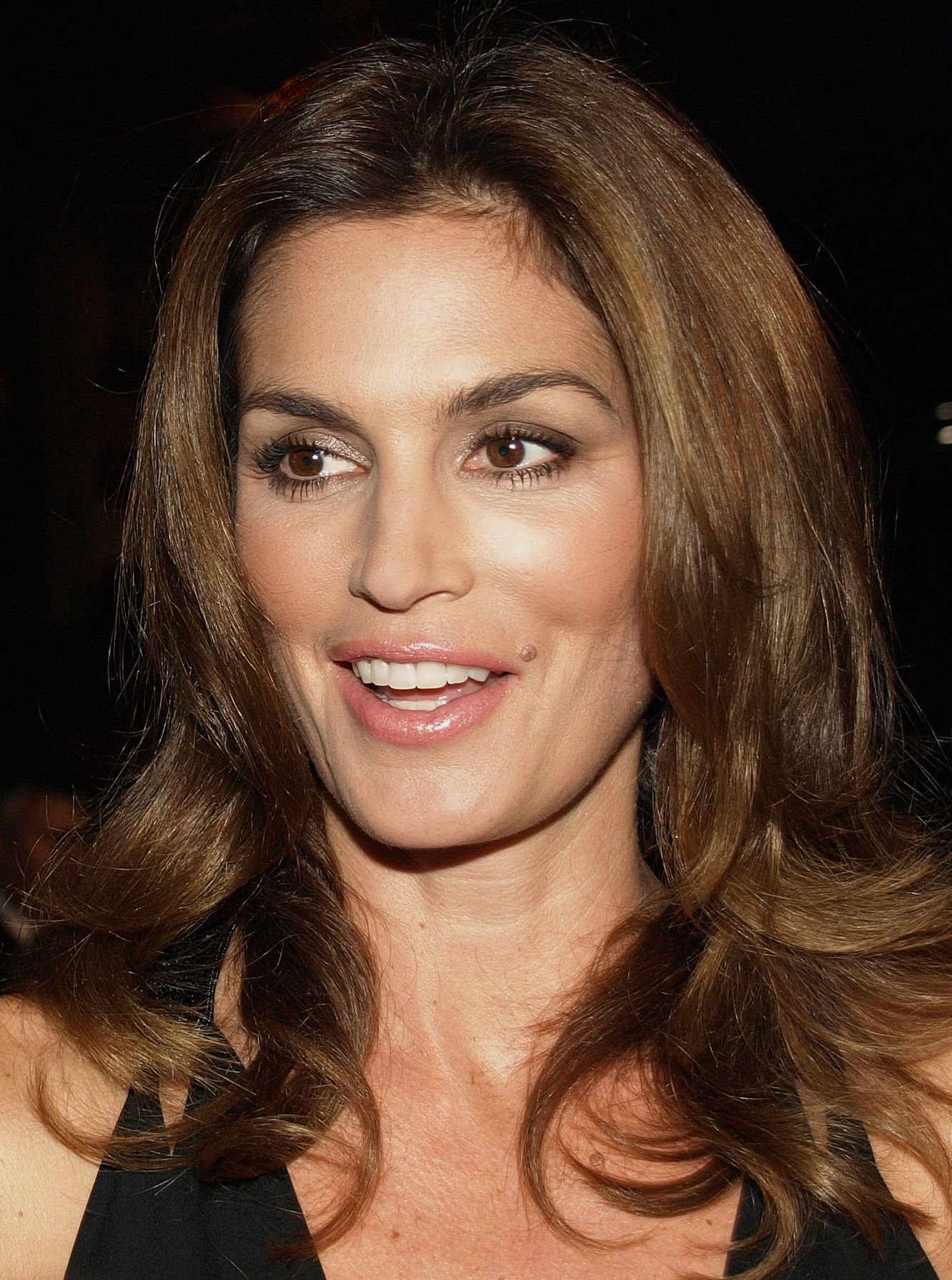
Cindy Crawford (* 1966)

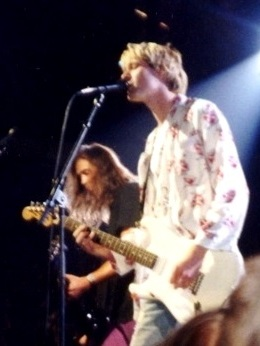
Kurt Cobain (* 1967)

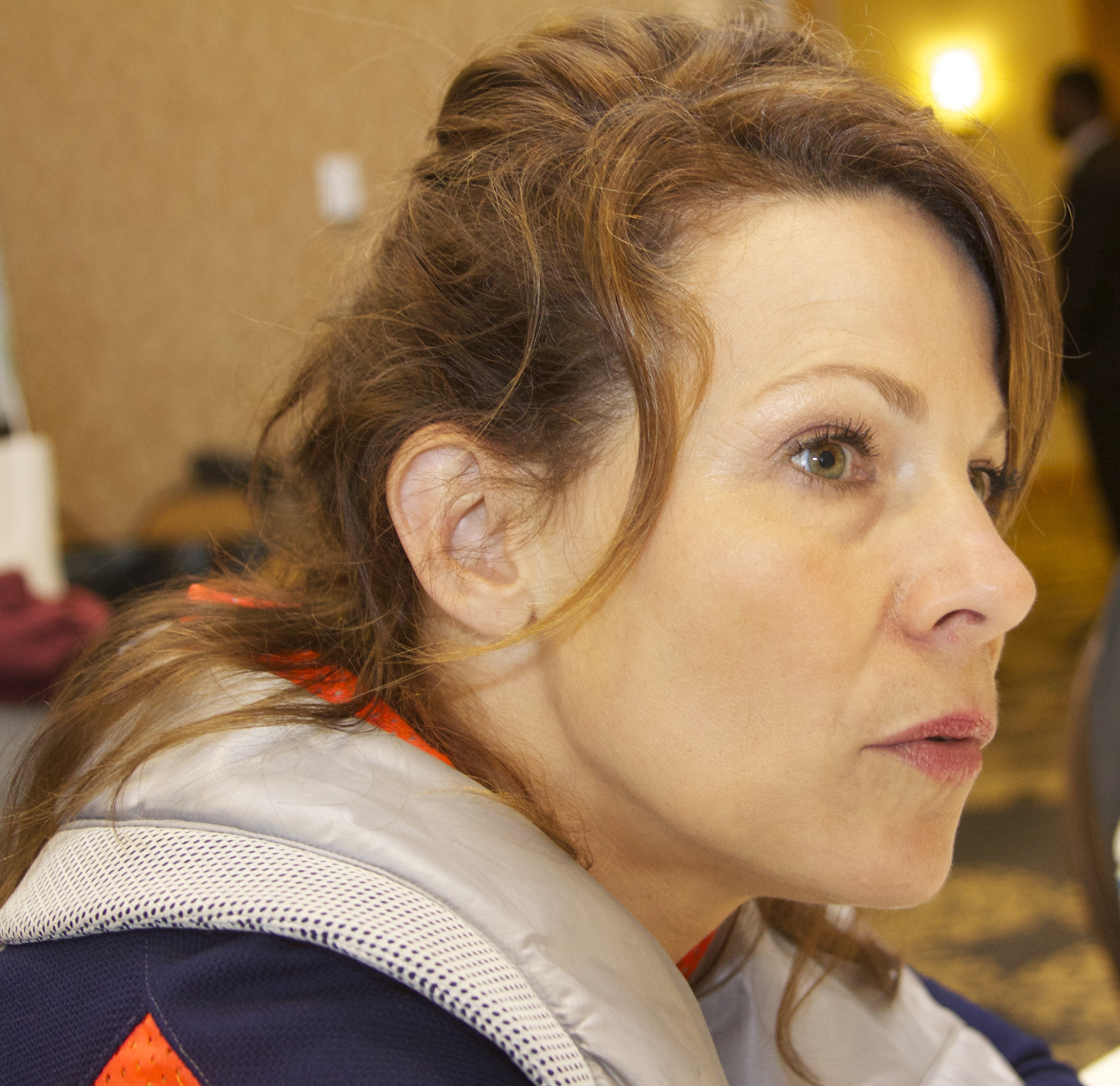
Lili Taylorová (* 1967)

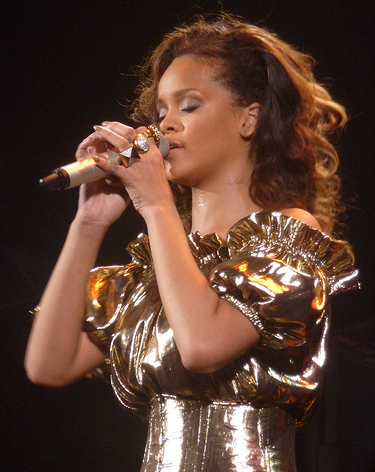
Rihanna (* 1988)

- 1358 – Eleonora Aragonská, kastilská královna († 13. srpna 1382)
- 1469 – Tommaso de Vio, italský filozof, teolog, kardinál († 10. srpna 1534)
- 1632 – Thomas Osborne, 1. vévoda z Leedsu, anglický státník a šlechtic († 26. července 1712)
- 1744 – Juraj Sklenár, slovenský historik († 31. ledna 1790)
- 1761 – Ludwig Abeille, německý klavírista a skladatel († 2. března 1838)
- 1766 – Georg Friedrich Erdmann Klette von Klettenhof, slezský evangelický šlechtic († 24. března 1846)
- 1775 – Victor Guy Duperré, francouzský admirál († 2. listopadu 1846)
- 1785 – Karl von Hohenzollern-Sigmaringen, kníže († 11. března 1853)
- 1802 – Charles Auguste de Bériot, belgický houslista a hudební skladatel († 8. dubna 1870)
- 1825 – Adolf Dauthage, rakouský litograf († 3. června 1883)
- 1829 – Julius von Falkenhayn, předlitavský politik († 12. ledna 1899)
- 1941 – Buffy Sainte-Marie, americká folková zpěvačka a skladatelka
- 1844
  - Ludwig Boltzmann, rakouský fyzik († 5. září 1906)
  - Mihály Munkácsy, maďarský malíř († 1. května 1900)
- 1866 – Edwin Diller Starbuck, americký psycholog († 18. listopadu 1947)
- 1867 – Luisa Koburská, vévodkyně z Fife, dcera britského krále Eduarda VII. († 4. ledna 1931)
- 1868
  - Pompeu Fabra, katalánský jazykovědec († 25. prosince 1948)
  - Richard Hesse, německý zoolog († 28. prosince 1944)
- 1877 – Arthur Roessler, rakouský historik a kritik umění († 20. července 1955)
- 1878 – Henry B. Goodwin, švédský filolog a fotograf († 11. září 1931)
- 1881 – Pedro Muñoz Seca, španělský dramatik († 28. listopadu 1936)
- 1882 – Nicolai Hartmann, německý filosof († 9. října 1950)
- 1884 – Constantin Constantinescu, rumunský generál a politický vězeň komunistického režimu († 15. ledna 1961)
- 1886 – Béla Kun, maďarský komunistický politik († 29. srpna 1938)
- 1888 – Georges Bernanos, francouzský spisovatel († 5. července 1948)
- 1890 – Alma Richards, americký olympijský vítěz ve skoku do výšky 1912 († 3. dubna 1963)
- 1896 – Henri de Lubac, francouzský teolog, kardinál († 4. září 1991)
- 1897 – Hans von Ahlfen, nacistický generál, velitel slezského města Vratislavi († 11. září 1966)
- 1898
  - Staša Jílovská, novinářka, redaktorka, překladatelka († 8. července 1955)
  - Christian ze Schaumburg-Lippe, německý princ a šlechtic († 13. července 1974)
- 1899 – Muhammad Abdel Moneim, egyptský princ († 1. prosince 1979)
- 1901
  - Louis Kahn, americký architekt († 17. března 1974)
  - Muhammad Nadžíb, první egyptský prezident († 29. srpna 1984)
- 1902 – Ansel Adams, americký fotograf († 22. dubna 1984)
- 1907 – Sergej Matvejevič Štemenko, náčelník generálního štábu Sovětské armády († 23. dubna 1976)
- 1908 – Ondrej Jariabek, slovenský herec († 3. února 1987)
- 1910 – Esther Szekeresová, maďarsko-australská matematička († 28. srpna 2005)
- 1912 – Pierre Boulle, francouzský spisovatel († 30. ledna 1994)
- 1914 – Pepca Kardelj, účastnice jugoslávského národněosvobozeneckého boje a manželka Edvarda Kardelje († 15. dubna 1990)
- 1920 – Jevgenij Dragunov, ruský konstruktér zbraní († 4. srpna 1991)
- 1925
  - Robert Altman, americký herec, scenárista a režisér († 20. listopadu 2006)
  - Girija Prasad Koirala, bývalý nepálský premiér († 20. března 2010)
- 1926
  - Bob Richards, americký dvojnásobný olympijský vítěz ve skoku o tyči
  - Richard Matheson, americký spisovatel a scenárista († 23. června 2013)
- 1927
  - Hubert de Givenchy, francouzský aristokrat a módní návrhář († 10. března 2018)
  - Sidney Poitier, americký herec († 6. ledna 2022)
  - Ibrahim Ferrer, kubánský zpěvák († 6. srpna 2005)
- 1928 – Friedrich Wetter, německý kardinál
- 1930 – Miodrag Bulatović, srbský romanopisec a dramatik († 15. března 1991)
- 1931 – John Milnor, americký matematik
- 1937
  - Robert Huber, německý chemik, nositel Nobelovy ceny
  - Nancy Wilson, americká zpěvačka
- 1938 – Paolo Romeo, italský kardinál
- 1940 – Jimmy Greaves, anglický fotbalista († 19. září 2021)
- 1942 – Phil Esposito, kanadský hokejista
- 1943
  - Alexandr Pavlovič Alexandrov, sovětský kosmonaut, dvojnásobný hrdina Sovětského svazu
  - Mike Leigh, britský dramatik, scenárista a filmový a televizní režisér
- 1944
  - Ja'akov Peri, izraelský ředitel zpravodajské služby Šin Bet
  - Lew Soloff, americký jazzový trumpetista, skladatel a herec († 8. března 2015)
- 1945 – George F. Smoot, americký astrofyzik, Nobelova cena 2006
- 1948 – Christopher A. Pissarides, britsko–kyperský ekonom, Nobelova cena 2010
- 1950 – Walter Becker, americký hudebník a producent
- 1951
  - Gordon Brown, premiér Spojeného království
  - Randy California, americký zpěvák a kytarista († 2. ledna 1997)
- 1953
  - Poison Ivy, americká zpěvačka (The Cramps)
  - Riccardo Chailly, italský dirigent
- 1954 – Anthony Head, anglický herec a hudebník
- 1955
  - Gisela Grothausová, západoněmecká vodní slalomářka a sjezdařka
  - Klas Östergren, švédský spisovatel, scenárista a překladatel
  - Alexandr Kolčinsky, sovětský zápasník, olympijský vítěz
- 1957
  - Glen Hanlon, kanadský hokejista a trenér
  - Libor Koník, slovenský fotbalista
- 1959 – Aleksandra Natalliová-Światová, polská politička a ekonomka († 10. dubna 2010)
- 1963
  - Charles Barkley, americký basketbalista
  - Ian Brown, anglický zpěvák
- 1965 – Pien-pa Ca-si, čínský horolezec
- 1966
  - Esther Haase, německá fotografka a filmová režisérka
  - Cindy Crawford, americká modelka a herečka
- 1967
  - Kurt Cobain, americký zpěvák († 5. dubna 1994)
  - Lili Taylor, americká herečka
- 1968 – Paweł Wypych, polský politik († 10. dubna 2010)
- 1971 – Joost van der Westhuizen, jihoafrický ragbista
- 1975 – Brian Littrell, americký hudebník
- 1981
  - Elisabeth Görglová, rakouská lyžařka
  - Chris Thile, americký hudebník
- 1984 – Juraj Loj, slovenský herec
- 1985 – Julia Volkovová, ruská zpěvačka
- 1986
  - Agnieszka Bednarek, polská volejbalistka
  - Linnea Gustafssonová, švédská orientační běžkyně
- 1987 – Eilidh Childová, britská atletka, sprinterka
- 1988
  - Rihanna, barbadosko-americká zpěvačka
  - Ki Po-pe, jihokorejská lukostřelkyně a dvojnásobná olympijská vítězka
- 1989 – Andrij Jakovlev, ukrajinský fotbalista
- 1991 – Hidilyn Diazová, filipínská vzpěračka
- 1994 – Kateryna Baindlová, ukrajinská tenistka
- 1995 – Tomoaki Takata, japonský sportovní lezec
- 1996
  - Anupama Parameswaranová, indická herečka
  - Mabel, švédsko-anglická zpěvačka a skladatelka
- 1997 – Sturla Holm Laegreid, norský biatlonista
- 2003 – Olivia Rodrigová, americká herečka a zpěvačka
- 2014 – Leonor Švédská, švédská princezna

## Úmrtí
Automatický abecedně řazený seznam viz Kategorie:Úmrtí 20. února

### Česko

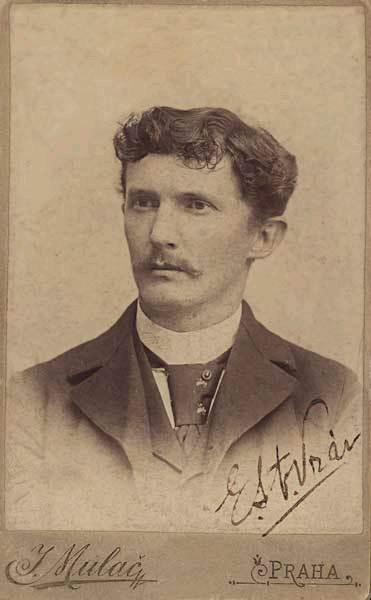
Enrique Stanko Vráz († 1932)

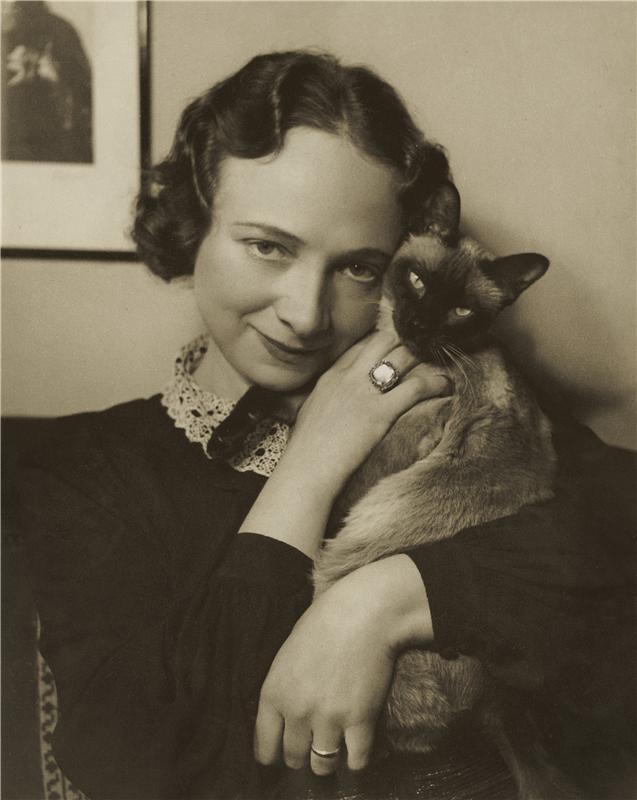
Marta Krásová († 1970)

- 1614 – Jiří Barthold Pontanus z Breitenberka, básník, prozaik, historik a církevní hodnostář (* 1550)
- 1802 – Jakub Teplý, sochař a řezbář (* 24. července 1729)
- 1896 – Karel Teige, muzikolog, redaktor a spisovatel v oblasti hudby (* 23. října 1859)
- 1898 – Ferdinand Kocourek, spoluautor české poštovní terminologie (* 1849)
- 1899 – Karel Plischke, etnograf († 23. listopadu 1862)
- 1907 – Antonín Sucharda, matematik, rektor brněnské techniky (* 3. října 1854)
- 1921 – Josef Doubrava, královéhradecký biskup (* 29. dubna 1852)
- 1925 – Alexandr Košťál, spisovatel (* 1849)
- 1928 – Antonín Pech, režisér, průkopník české kinematografie (* 21. listopadu 1874)
- 1932 – Enrique Stanko Vráz, cestovatel (* 18. února 1860)
- 1941 – František Kysela, malíř, scénický výtvarník (* 4. září 1881)
- 1950 – Ján Dobránsky, československý politik (* 9. května 1869)
- 1957 – Gejza Fritz, československý politik slovenské národnosti (* 19. září 1880)
- 1958 – Viktor Nikodem, malíř, výtvarný kritik a legionář (* 12. února 1885)
- 1961 – Alois Krčmář, malíř (* 18. dubna 1887)
- 1963 – Karl Stellwag, československý agronom, archeolog a politik německé národnosti (* 22. dubna 1873)
- 1970
  - Marta Krásová, pěvkyně (* 16. března 1901)
  - Pavel Ludikar, pěvec – basista (* 3. března 1882)
- 1971 – Jan Procházka, politik, český spisovatel a scenárista (* 4. února 1929)
- 1977 – Jarmila Glazarová, spisovatelka (* 7. září 1901)
- 1985 – Josef Krása, historik umění středověku a pedagog (* 9. srpna 1933)
- 1997 – Jarmil Burghauser, hudební skladatel (* 21. října 1921)
- 1999 – Jiří Růžička, herec (* 8. ledna 1956)
- 2004 – Jiří Ruml, český a československý novinář (* 8. července 1925)
- 2005 – Josef Holeček, kanoista (* 25. ledna 1921)
- 2009 – Miroslav Pátek, politik (* 22. října 1944)
- 2010 – Jindřich Kučera, lingvista (* 15. února 1925)
- 2013 – Vlastimil Šubrt, politik, ekonom a spisovatel (* 14. února 1934)

### Svět

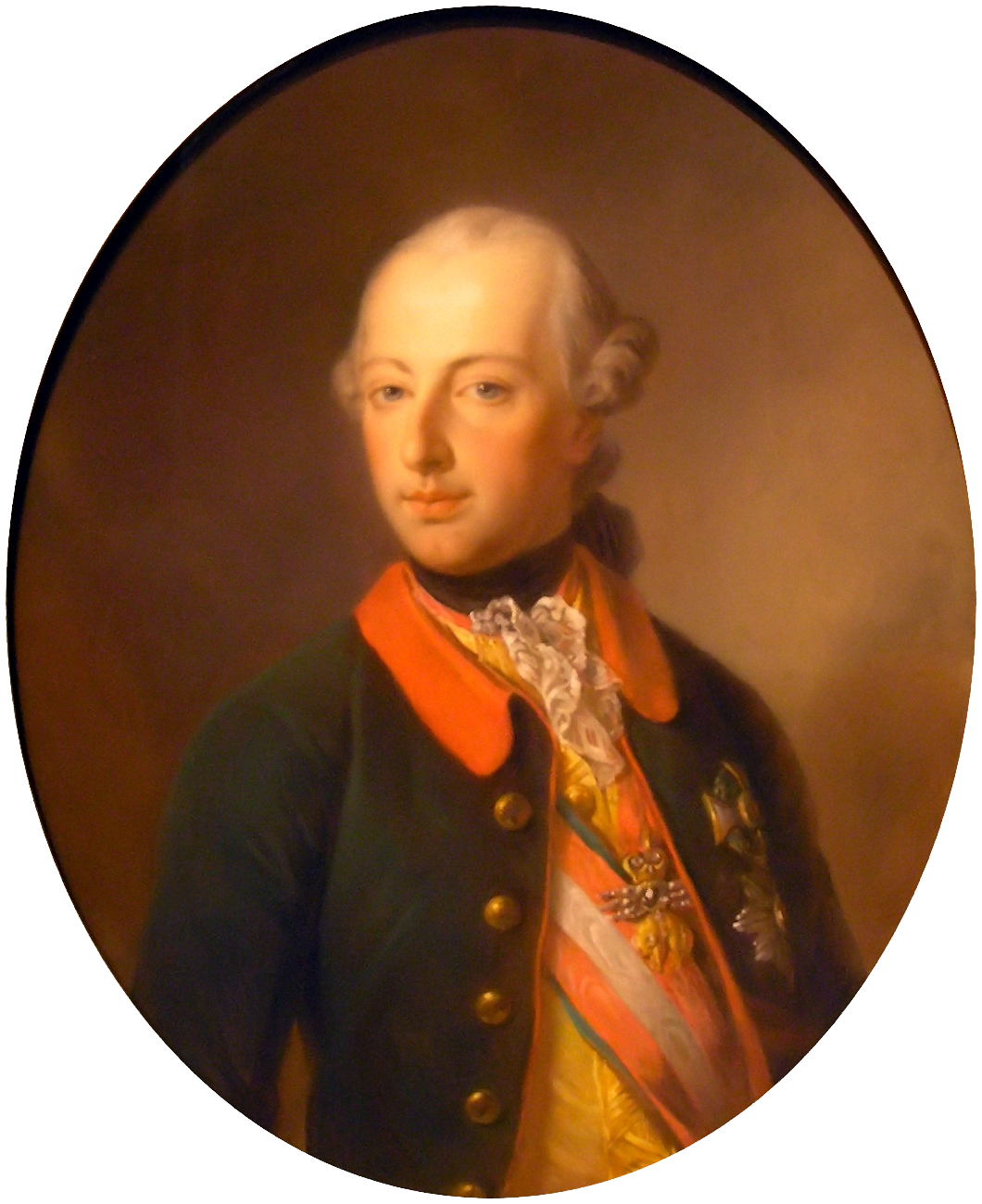
Josef II. († 1790)

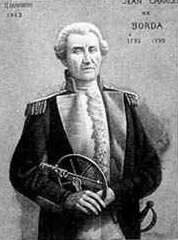
Jean-Charles de Borda († 1799)

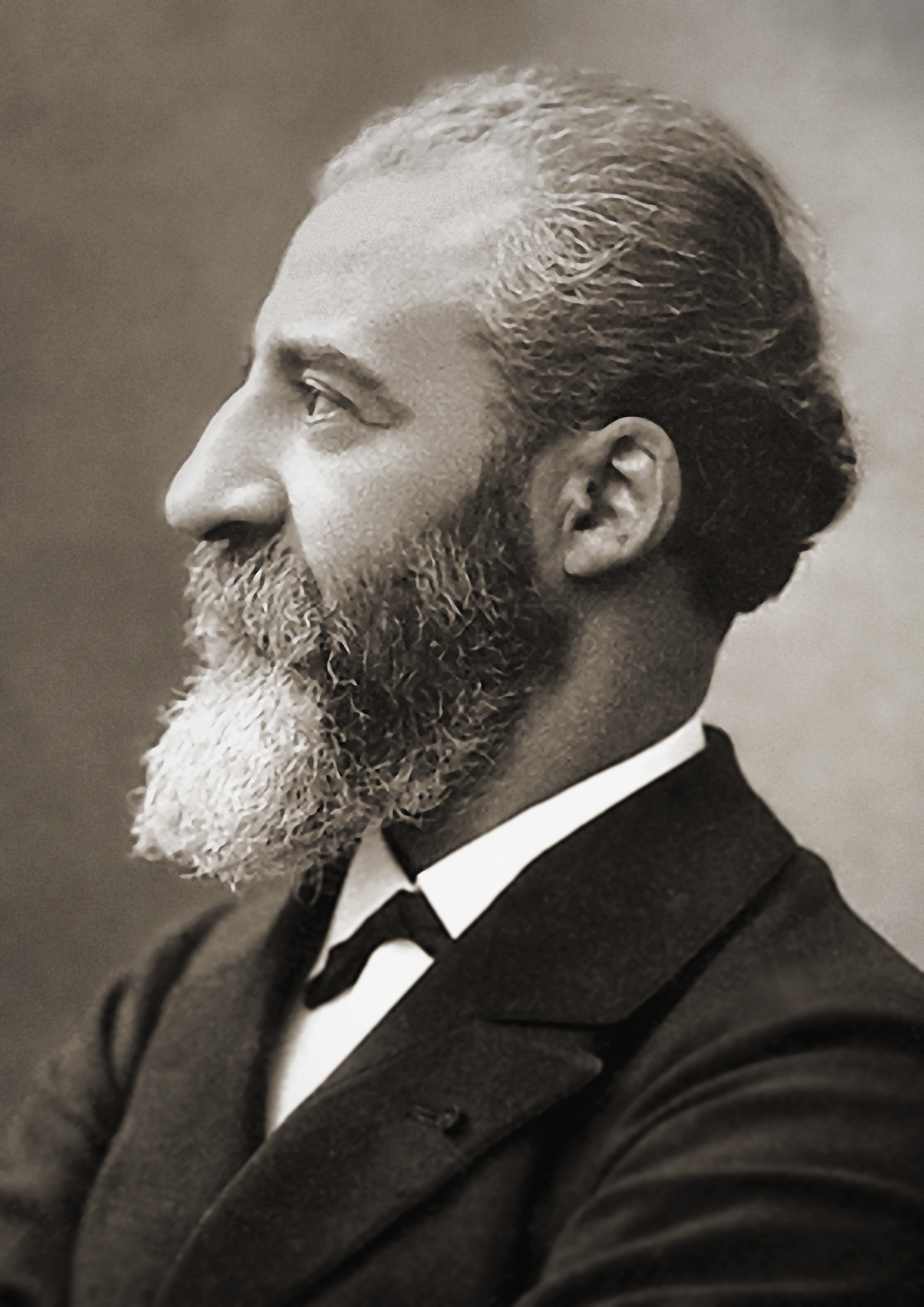
Henri Moissan († 1907)

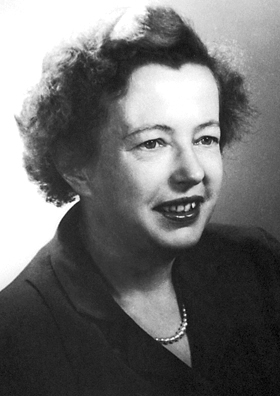
Maria Göppert-Mayer († 1972)

- 1194 – Tankred Sicilský, sicilský král (* 1138)
- 1431 – Martin V., 206. papež římskokatolické církve (* 1368)
- 1482 – Luca della Robbia, italský sochař (* červenec 1400)
- 1513 – Jan I. Dánský, dánský, norský a švédský král (* 2. února 1455)
- 1552 – Anna Herbertová, hraběnka z Pembroke, anglická dvorní dáma všech manželek Jindřicha VIII. (* 15. června 1515)
- 1595 – Arnošt Habsburský, rakouský arcivévoda, a nizozemský místodržitel (* 15. července 1553)
- 1653 – Luigi Rossi, italský hudební skladatel (* okolo roku 1598)
- 1662 – Šabtaj ha-Kohen, židovský učenec, litevský a holešovský rabín (* 1621)
- 1685 – Žofie Amálie Brunšvická, dánská královna (* 24. března 1628)
- 1762 – Tobias Mayer, německý astronom, autor map Měsíce (* 17. února 1723)
- 1772 – Marie Terezie Savojská, česká šlechtična (* 1694)
- 1790 – Josef II., císař Svaté říše římské, král uherský, král český a arcivévoda rakouský (* 13. března 1741)
- 1799 – Jean-Charles de Borda, francouzský matematik a astronom (* 4. května 1733)
- 1808 – Josiah Johnson Hawes, americký fotograf († 7. srpna 1901)
- 1810 – Andreas Hofer, tyrolský vlastenec (* 22. listopadu 1767)
- 1812 – Felix Ivo Leicher, vídeňský malíř (* 19. května 1727)
- 1816 – Marie I. Portugalská, portugalská královna (* 17. prosince 1734)
- 1826 – Josef Emanuel Canal, rakouský botanik a humanista (* 3. června 1745)
- 1841 – Marie Antonie Josefa Parmská, parmská princezna (* 28. listopadu 1774)
- 1861 – Eugène Scribe, francouzský dramatik a operní libretista (* 24. prosince 1791)
- 1864 – Christian Andreas Zipser, pedagog, mineralog, geolog, vlastivědný pracovník, organizátor vědeckého života a entomolog (* 25. listopadu 1783)
- 1890 – Charles Christopher Parry, americký botanik a horolezec (* 28. srpna 1823)
- 1895 – Frederick Douglass, americký sociální reformátor, spisovatel a politik (* únor 1818)
- 1905 – Henri de Saussure, švýcarský mineralog a entomolog (* 27. listopadu 1829)
- 1907 – Henri Moissan, francouzský chemik, nositel Nobelovy ceny (* 28. září 1852)
- 1908 – Simo Matavulj, srbský realistický spisovatel (* 12. září 1852)
- 1916 – Klas Pontus Arnoldson, švédský spisovatel, nositel Nobelovy ceny za mír (* 27. října 1844)
- 1920 – Robert Peary, americký polárník (* 6. května 1856)
- 1923 – Damdin Süchbátar, vůdce Mongolské národní revoluce (* 2. února 1893)
- 1933 – Takidži Kobajaši, japonský spisovatel (* 13. října 1903)
- 1945 – Maria Julia Rodzińska, polská mučednice, blahoslavená (* 16. března 1899)
- 1955 – Eugen Schmalenbach, německý ekonom (* 20. srpna 1873)
- 1956 – Heinrich Georg Barkhausen, německý fyzik (* 2. prosince 1881)
- 1960
  - Leonard Woolley, britský archeolog (* 17. dubna 1880)
  - Adone Zoli, italský křesťanskodemokratický politik (* 16. prosince 1887)
- 1966 – Chester Nimitz, nejvyšší velitel amerického vojenského námořnictva (* 24. února 1885)
- 1972 – Maria Göppert-Mayer, americká fyzička, nositelka Nobelovy ceny (* 28. června 1906)
- 1976 – René Cassin, francouzský politik (* 5. října 1887)
- 1981 – Imrich Karvaš, slovenský a československý ekonom a politik (* 25. února 1903)
- 1987 – Lev Russov, ruský malíř (* 31. ledna 1926)
- 1993 – Ferruccio Lamborghini, italský průmyslník, zakladatel firmy Lamborghini (* 28. dubna 1916)
- 1994 – Hvezdoň Kočtúch, slovenský ekonom a politik (* 31. března 1929)
- 1995 – Branko Žeželj, srbský stavební odborník, vědec, partyzán (* 15. března 1910)
- 1996
  - Tóru Takemicu, japonský hudební skladatel (* 8. října 1930)
  - Solomon Asch, americký sociální psycholog (* 14. září 1907)
  - Viktor Konovalenko, sovětský hokejový brankář (* 11. března 1938)
- 2001 – Donella Meadowsová, americká ekoložka a spisovatelka (* 13. března 1941)
- 2003 – Maurice Blanchot, francouzský spisovatel (* 22. září 1907)
- 2005 – Hunter S. Thompson, americký novinář a spisovatel (* 18. července 1937)
- 2006 – Paul Casimir Marcinkus, americký katolický arcibiskup a ředitel Vatikánské banky (* 15. ledna 1922)
- 2008 – Franc Perko, arcibiskup Bělehradu (* 19. listopadu 1929)
- 2009 – Šraga Weil, izraelský výtvarný umělec (* 24. září 1918)
- 2010 – Alexander Haig, americký generál a bývalý ministr zahraničí USA (* 2. prosince 1924)
- 2012
  - Johanna von Herzogenberg, česko-německá historička umění, spisovatelka (* 23. června 1921)
  - Lydia Lamaison, argentinská herečka (* 5. srpna 1914)
- 2024 – Andreas Brehme, německý fotbalista (* 9. listopadu 1960)

## Svátky

### Česko
- Oldřich, Ulrich
- Žitomír, Žitomíra, Žitoslav, Žitoslava

### Svět
- Slovensko: Lívia
- OSN: Světový den sociální spravedlnosti
- USA: John Glenn Day
- USA: Presidents’ Day (je-li pondělí)

| 20. únor v pražském KlementinuÚdaje jsou platné k 11. 3. 2025. | 20. únor v pražském KlementinuÚdaje jsou platné k 11. 3. 2025. | 20. únor v pražském KlementinuÚdaje jsou platné k 11. 3. 2025. |
| minimum                                                        | denní průměr                                                   | maximum                                                        |
| -------------------------------------------------------------- | -------------------------------------------------------------- | -------------------------------------------------------------- |
| −22,7 °C (1855)                                                | 1,7 °C (od 1961)                                               | 16,9 °C (1990)                                                 |